# Zaaroura
Zaaroura (franska: Zaaroura (CR), Zaaroura (Commune Rurale), arabiska: واد لو (البلدية)) är en kommun i Marocko.   Den ligger i provinsen Larache och regionen Tanger-Tétouan-Al Hoceïma, i den norra delen av landet, 170 km nordost om huvudstaden Rabat. Antalet invånare är 12 916.